# بوینیتسا
بوینیتسا (به بلغاری: Boynitsa) یک منطقهٔ مسکونی در بلغارستان است که در استان ویدین واقع شده‌است.
 بوینیتسا  ۶۲۸ نفر جمعیت دارد و ۲۴۱ متر بالاتر از سطح دریا واقع شده‌است.